# Ron Richardson
Ron Richardson, pseudonimo di Ronald E. Richardson (Filadelfia, 27 gennaio 1952 – Bronxville, 5 aprile 1995), è stato un attore e baritono statunitense.

## Carriera
Debuttò sulle scene nel 1977, nella produzione della Houston Grand Opera dell'opera dei Gershwin Porgy and Bess con Wilhelmenia Fernandez nel ruolo di Bess. Dopo aver recitato a New York nel musical Raisin (1981) ed essersi unito al tour statunitense di Dreamgirls (1983), Ron Richardson fece un acclamato debutto a Broadway nel 1985, quando interpretò Jim nella produzione originale di Big River (un musical basato sul romanzo di Mark Twain Le avventure di Huckleberry Finn). Per questa sua performance vinse il Drama Desk Award ed il Tony Award al miglior attore non protagonista in un musical. Ha interpretato Jim anche nel primo tour statunitense (1986) e in una produzione giapponese (1988). Ha recitato in altri musical, tra cui Timbuktu! (Broadway, 1979), Oh, Kay! (Broadway, 1990), Carmen Jones (Londra, 1991) e The Boys Choir of Harlem and Friends (1992).
È morto a 43 anni per complicazioni legate all'AIDS.

## Filmografia

### Televisione
- 227 - serie TV, 3 episodi (1985-1988)